# Michail Gabyschew
Michail Wjatscheslawowitsch Gabyschew (russisch Михаил Вячеславович Габышев; * 2. Januar 1990) ist ein kasachischer Fußballspieler, der seit 2021 bei Schachtjor Qaraghandy in der Premjer-Liga unter Vertrag steht.

## Karriere

### Verein
Michail Gabyschew spielte in seiner Jugend für Wostok Öskemen. 2009 wurde er zum ersten Mal in der Profimannschaft des Klubs eingesetzt. Obwohl Öskemen am Ende der Saison 2009 noch den 10. Tabellenplatz erreicht hatte, folgte dennoch wegen nicht beglichener Schulden der Zwangsabstieg in die Erste Liga. Hier absolvierte Gabyschew 14 Spiele und erzielte dabei zwei Tore. Nach der Zweitliga-Meisterschaft 2010 spielte er mit dem Klub 2011 wieder in der Premjer-Liga.
Gabyschew wechselte zur Saison 2012 zu Schachtjor Qaraghandy. Hier kam er zum ersten Mal am 1. April 2012 in der Partie gegen Schetissu Taldyqorghan zum Einsatz; das Spiel endete 5:1 für Schachtjor. Mit Schachtjor gab er am 16. Juli 2013 im Auswärtsspiel gegen BATE Baryssau sein Champions-League-Debüt; das Spiel endete mit einem 0:1-Sieg für Schachtjor. Am 3. August 2013 erzielte er sein erstes Premjer-Liga-Tor beim 4:0-Heimsieg gegen Aqschajyq Oral.

### Nationalmannschaft
Gabyschew bestritt 2012 zwei Spiele für die kasachische U-21-Nationalmannschaft.